# 학원 7대 불가사의 살인사건
학원 7대 불가사의 사건(学園七不思議殺人事件 가쿠엔나나후시기사쓰진지켄[*])은 김전일 만화책으로는 4번째 스토리이며, 애니메이션 상으로는 1번째 스토리이다. 드라마인 도모토 츠요시의 김전일 소년사건부에서는 1번째 스페셜 스토리이며, 마츠모토 준의 김전일 소년사건부에는 이 사건을 다루고 있지 않다.

## 수록
본 기준은 한국에서의 출판 기준이다.
- 소년탐정 김전일: 4권 ~ 5권
- 소년탐정 김전일 애장판: 4권
  - 애장판의 마크[2]: 방과 후의 마술사의 가면

## 구성

### 분량
- File 개수: 10개
- 애니메이션: 1화~3화

### 특징
1. 소년탐정 김전일에서 최초로 범행 동기가 복수랑 관련 없는 사건이다.
2. 최초로 미유키가 공격을 당하는 에피소드이다.
3. 나중에도 자주 언급되는 사키 류타가 최초로 등장한다.

## 등장인물 소개

### 처음부터 살아있는 인물
- 김전일 (金田一一, 킨다이치 하지메)
  - 루이코의 제의로 인해 미스터리 연구회에 들어온다. 그 연구회에서 "학교 7대 불가사의"라는 부문을 최근에 다루기 시작한다. 그것에 대해 조사하던 도중에 살인사건이 일어나자 살인사건의 규상을 파헤치려고 한다.
- 나나세 미유키 (七瀬美雪)
  - 김전일이 미스터리 연구회에 들어오자 김전일을 감시하기 위해 덩달아 들어온다. 그러던 도중에 살인사건이 일어나고, 김전일의 수사를 돕던 도중에 루이코가 남긴 암호를 잃어버린다. 그래서 암호를 새로 복사하러 가던 도중에 망치로 머리를 얻어맞고 기절한다.
- 사쿠라기 루이코 (桜樹るい子)
  - 미스터리 연구회의 회장. 3학년. 7대 불가사의에 흥미를 갖고 조사한다. 조사하던 도중에 아오야마 치히로의 시체를 보게 되고, 7대 불가사의의 정체를 알아내는 순간 범인의 공격을 받아 죽는다.
- 마카베 마코토 (真壁誠)[3]
  - 잘난 척하기를 좋아하며 여자를 밝히는 추리 작가인 고교생. 하지만 그의 추리소설은 모두 토모요가 쓴 소설이다. 토모요를 이용할 생각만 하고 있지만 반대로 자신이 추리소설을 대신 써주고 있다는 점에서 토모요가 마코토를 이용하고 있다.
- 타카시마 토모요 (鷹島友代)
  - 결벽증이 심한 여자 고교생. 지문 채취조차 싫어한다. 그녀만 사건 당시 모습이 보이지 않았지만 사키의 비디오가 알리바이를 입증했다.
- 오노우에 타카히로 (尾ノ上 貴裕)
  - 암호 해독 같은데에 열을 올리고 있는 추리광. 마코토를 굉장히 싫어한다. 더 나은 포스터를 가지고 오겠다는 발언을 들은 범인이 망치로 내려쳐 살해한다.
- 사키 류타 (佐木竜太)[4]
  - 캠코더로 촬영하는 것을 좋아한다. 언제나 캠코더로 무언가를 찍고 있다. 그 덕분에 사건 해결의 실마리를 얻는다.
- 마토바 유이치로 (的場勇一郎)
  - 학교의 물리 담당 선생님. 또한 미스터리 연구회 부서의 담당 선생님. 하지만 선생님은 위장이었을 뿐이고 실제로는 타카히타 제약 회사에서 생체실험을 하다가 죽은 6명의 시신을 몰래 학교 건물에 매장한 것을 사람들이 발견하지 못하게 하는 임무를 맡고 있다. 그래서 6대 불가사의를 퍼트려 학생들이 시체가 있는 곳의 접근을 막았지만, 아오야마 치히로라는 학생이 6대 불가사의의 정체를 알아내면서 신고하려고 경찰서에 가다가 계단에서 사고사하자, 그녀의 시체 또한 숨겨서 7대 불가사의로 퍼트려 학교에 학생들의 접근을 차단시켰다.
- 타치바나 료조 (立花良造)
  - 학교의 경비원. 50살. 10년 전에 죽은 아오야마 치히로의 아버지. 치히로가 살해당했을 때 지방 근무로 가 있었기 때문에 학교 사람은 아무도 치히로의 아버지의 얼굴을 알지 못했다. 치히로의 실종에 의문을 품고 학교의 경비원으로 들어와서 치히로를 찾고 있었다.
- 켄모치 이사무 (剣持勇)
  - 오페라 극장 살인사건 이후로 김전일을 매우 신뢰하는 경찰. 나이에 비해 직책은 낮은 편이지만 김전일을 돕기에는 무리가 없는 직책이다.

### 시작 전부터 이미 사망한 인물
- 아오야마 치히로 (青山ちひろ)
  - 10년 전에 6대 불가사의를 모두 알아낸 여자 고교생.[5] 경찰에 시체가 구 교사에 매장되어있다고 신고하려고 하나 계단에서 마토바와 언쟁을 벌이다가 계단에서 굴러 떨어져 사고사한다.

### 과거 사건 관련 인물
- 진보 박사
  - 방과 후의 마법사의 실존인물. 2차 대전 당시 부상병들의 멀쩡한 신체 일부를 절단하며 새로운 사람을 만들려고 하다가 경찰에 체포된 것으로 알려져 있다. 하지만, 이러한 주장은 마토바와 타카히타 제약 연구원들이 낸 거짓 소문일 뿐이고, 실제로는 진보 박사는 화학 무기 개발을 과학자의 양심에 따라 거부하다가, 군부에 의해 스파이 누명을 쓰고 체포된 사람이었다. 결국 진보 박사는 화학병기 개발을 선택하는 것을 택하느니, 죽음을 선택하고 처형당한다. 하지만 진보박사에게 마토바와 타카히타 제약 연구원들은 자신들의 인체실험 대상자들의 실종 사건의 내막을 진보박사와 관련된 거짓 소문을 만들어내어 뒤집어 씌웠다. 이 사실은 진보박사의 제자에 의해 밝혀진다.

## 피해자의 상황

### 미리 살해당한 사람
- 아오야마 치히로
  - 마토바 선생과 언쟁을 벌이던 도중에 계단에서 떨어져서 사망. 그 후에 마토바 선생에 의해 시체는 악기실[6] 벽 속에 매장된다.
  - 사인 요약: 계단에서 굴러 떨어져 사망

### 사건 내에서 사망한 사람
- 사쿠라기 루이코
  - 지진으로 치히로의 시체가 발견되는 바람에 루이코는 7대 불가사의의 비밀을 알아챔. 하지만 김전일에게 전화를 한 뒤 곧바로 범인에게 당함. 그리고 시체는 방과 후의 마술사의 거울 트릭에 이용되어 자신의 알리바이를 만드는 데 사용됨.
  - 사인 요약: 교살
- 오노우에 타카히로
  - 루이코가 남긴 암호를 해독하던 도중에 범인에게 망치로 머리를 강하게 맞아 죽음. 즉사가 아니기에 오노우에는 범인의 정체를 알 수 있었다. 그 후 시체는 7대 불가사의가 있던 은행나무의 옆 나무에 매달림.[7]
  - 사인 요약: 망치로 인한 강타
- 마토바 유이치로
  - 치히로의 아버지인 타치바나가 마토바 선생이 치히로를 죽인 것을 알게되자 칼[8]로 찔러 보복(복수)함.
  - 사인 요약: 급소를 칼에 찔려 사망

### 살해당하지 않은 사람
- 나나세 미유키
  - 마코토의 얼굴이 붙은 포스터가 기분나빠서 떼어내려던 순간에 범인에게 당함. 범인이 미유키가 포스터를 갑자기 떼려고 해서 당황해서 공격한데다가 마루가 피로 범벅이 되어서 미유키의 생사는 확인하지 못함. 그 덕분에 미유키는 운좋게 생존할 수 있었음. 쓰러진 미유키는 7대 불가사의가 있던 우물 옆에서 발견됨.

## 용의자의 살인 동기
- 범인: 마토바 유이치로
  - 1950년대, 그 당시의 일본에는 부작용을 일으키는 약이 많았다. 그리고 가난 때문에 몸을 팔아서 인체실험 같은데에 지원하는 사람들도 있었다. 타카히타 제약 회사의 마토바 유이치로는 몇몇 사람들과 함께 6명의 사람으로 인체 실험을 했다. 하지만 실험은 실패하여 그 6명은 모두 죽어버렸고 기업에서는 시체들을 새로 짓는 연구소에 몰래 파묻는다. 그리고 그 연구소 건물은 학교에 기부되었다. 학교라면 교사를 갑자기 허물거나 하지는 않기 때문이다. 그리고 시체가 있는 곳의 출입을 막기 위해 6개의 불가사의라면서 시체가 있는 6개의 장소에 관련된 괴담을 퍼트린다. 하지만, 학교가 건물을 이전한 후, 그 건물은 사용이 잘 되지 않자 파수꾼으로 마토바를 보낸다. 시체가 발견되지 않도록... 마토바는 임무를 수행하던 도중에 학교 선생님으로써 평온한 시간을 보낸다. 하지만, 어느날 아오야마 치히로라는 학생이 6개의 불가사의에 관심을 가지고 그 불가사의를 모두 알아내서 그 불가사의가 뜻하는 것이 무엇인지 알게 되었다. 마토바는 그녀를 설득했으나 치히로는 마토바를 뿌리치다가 계단에서 굴러 떨어져 죽게 되고, 이에 마토바는 악기실[9]에 매장했다. 그리고 음향실에도 괴담을 퍼트려 7번째 불가사의가 탄생한다. 그리고 10년 후, 사쿠라기 루이코라는 학생이 7대 불가사의에 관해 관심을 가지자 마토바는 루이코를 경계한다. 그리고 뜻하지 않은 지진으로 음향실에 매장된 치히로의 시체가 발견되어 그녀가 모두 알아내는 바람에 그녀를 죽인다. 그리고 마토바는 시체를 다시 매장하지만 벽에 구멍이 생겼다. 그래서, 마코토의 포스터를 붙인다. 마코토의 포스터는 마코토의 지위상 떼어낼 사람이 없다고 생각했기 때문이다. 그러나, 오노우에 타카히로가 포스터를 바꾸겠다고 하자 포스터가 떼어져 시체가 발견될 것을 우려한 마토바는 오노우에도 죽인다. 그리고 그 후에 미유키가 암호를 복사하러 갔다가 포스터를 떼려고[10] 하는 바람에 미유키마저 공격당한다. 다만, 미유키 때는 범인이 당황해서 미유키의 생사를 확인하지 않는 바람에 미유키는 생존했다.

## 트릭
이번 사건의 메인 트릭은 구 교사의 특이한 구조를 사용했기 때문에 글로는 이해가 되지 않을 가능성이 높습니다.
- 사쿠라기 루이코
  - 루이코는 구 교사에서 죽었다. 그녀가 죽은 사실이 알려지면 제 1의 용의자로는 그 학교에서 가장 알리바이가 불확실한 마토바 선생이 된다. 그래서 알리바이 트릭을 만든다. 그녀가 죽은 뒤에 시체를 생물실로 가던 도중의 복도에서 꺾어지는 부분의 다른 교실에 시체를 목에 매달고 마법진과 촛불을 켜둔다. 그리고 마지막으로 바퀴 달린 칠판에 화장실 거울[11]을 붙여놓은 것을 설치한다. 그리고 목격자들을 만들기 위해 생물실에 10시에 죽음의 의식이 거행된다고 알린다. 그리고 범인이 예고한 10시가 되면 촛불을 조명삼아 거울을 이용해 시체와 자신[12] 이 다른 교실에 있었음에도 생물실에 있는 것처럼 보이게 한다. 복도가 좁기 때문에 다른 교실에서 의식이 행해진 것을 쉽게 알아차릴 수 없는데다가 촛불을 조명으로 사용해서 자신들이 보고 있는 것이 허상인 줄을 쉽게 알 수 없게 만든다. 그리고 그들이 생물실로 가는 도중에 생물실이 시야에서 사라지는 짧은 시간을 이용해 바퀴 달린 칠판에 화장실 거울이 붙어있는 것[13]을 치운다. 그래서 그들이 간 곳에는 시체도, 마법진도, 촛불도 없는 것이다. 10시에 그런 사건이 일어난다고 예고를 한 이유는 자신의 알리바이를 이 트릭으로 만들기 위해서일 뿐만 아니라 트릭을 준비하는 시간을 벌기 위해서였다. 그리고 생물실을 사용했던 것처럼 보이게 하기 위해서 철사자국을 창문에 내고, 후에 살해한 오노우에의 입 속에 옛날에 훔친 열리지 않는 생물실의 열쇠를 집어넣는다. 하지만, 이 트릭이 다른 사람들이 알아차릴 경우에는 의식이 일어난 물리실의 주인인 마토바밖에 범인이 될 수 없으므로 오히려 이 트릭을 알아낸 사람에게는 범인으로 지목받을 위험이 높다.

- 오노우에 타카히로

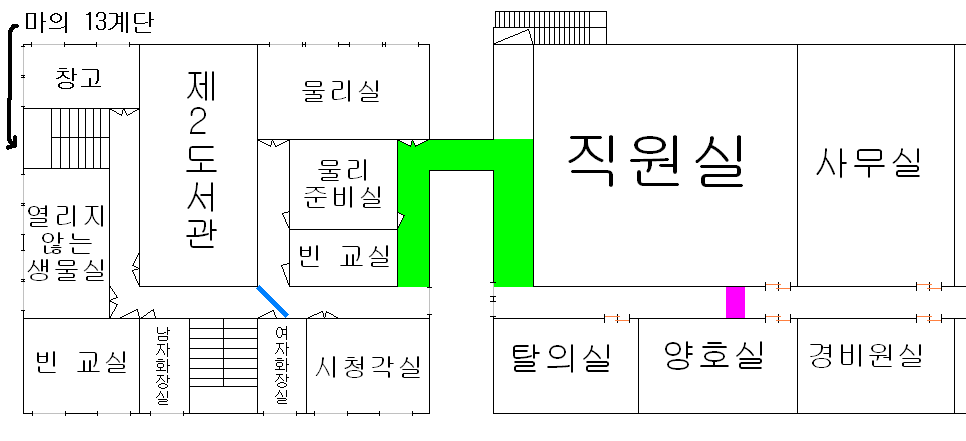
이 사건의 신 교사와 구 교사 2층의 도면.
분홍색 부분에서 2개의 창문을 통해 루이코와 방과 후의 마술사 목격.
연두색 부분은 루이코와 방과 후의 마술사가 목격되지 않는 사각지대.
파란색은 놓아둘 대형 거울의 위치.

  - 딱히 트릭은 없지만, 7대 불가사의랑 다른 장소에 시체를 매달은 이유는 따로 있다. 예전에 이미 매장한 시체가 있는 곳에 다른 시체를 놔두는 것은 위험한 행동이기에 그렇게 할 수가 없었다.
- 나나세 미유키
  - 딱히 트릭은 없지만, 7대 불가사의랑 다른 장소에 미유키[14]를 방치한 이유는 따로 있다. 예전에 이미 매장한 시체가 있는 곳에 다른 시체를 놔두는 것은 위험한 행동이기에 그렇게 할 수가 없었다.

## 단서
- 7개의 괴담의 존재 이유
- 갑자기 범인이 남긴 생물실의 열쇠
- 루이코의 암호문

emdsjajfh dnfl gorhfdms

akfdldjqtek rkegls

4-9-6-8-11

- - 참고로 일본판에서의 암호문은 다음과 같다

のち恋い身に暗み生き血の

血の名と血吸い貝に砂

- 오노우에가 살해당하고 미유키가 공격받은 동기
- 루이코 살해 당시 조명으로 쓰인 촛불
- 구 교사의 특이한 구조
- 10년 전에는 후도 고교에는 불가사의가 6개였음

## 추리 루트

### 김전일
1. 루이코의 죽음 목격
2. 루이코의 시체가 사라짐
3. 루이코의 장난으로 오해
4. 루이코의 시체 발견
5. 마토바에게 방과 후의 마술사에 관해 들음
6. 의문점 추궁: 7번째 불가사의를 알아낼 수가 없다
7. 루이코가 남긴 암호 발견
8. 켄모치로부터 진보 박사에 대해 들음
9. 마코토의 추리 경청
10. 켄모치에게 허점 설명
11. 범인의 목적 추궁: 구 교사 해체를 막는 것 외에 또다른 무언가가 있다
12. 오노우에의 시체, 열리지 않는 생물실의 열쇠 발견
13. 7대 불가사의에 무언가가 있다고 판단하고 7대 불가사의에 대해 조사
14. 모두의 불확실한 알리바이를 알아냄
15. 10년 전 실종된 아오야마 치히로에 대해 들음
16. 10년 전 실종된 치히로에 대해 조사
17. 10년 전만 해도 불가사의는 6개였다는 것을 알아냄
18. 암호를 잃어버려서 다시 인쇄하러 간 미유키가 범인에게 공격당함
19. 복도에서 피를 발견
20. 죽을 위기의 미유키를 보고 의욕 상실
21. 켄모치는 류타로부터 7번째 불가사의에 대해 알아냄
22. 켄모치는 그 병원의 의사로부터 진보박사의 진실을 알아냄
23. 미유키의 격려를 듣고 범인 체포 다짐
24. 7번째 불가사의, 진보 박사에 대해 정보를 얻음
25. 미스터리 연구회 부실이 음악실[16] 임을 알아냄
26. 키보드에 피가 묻은 것을 알아채고 오노우에의 진짜 살인 장소를 알게 됨
27. 범인이 지우지 않은 암호에 의혹을 품음
28. 사건의 동기 파악
29. 창문에서 나오는 빛을 보고 트릭을 알아냄
30. 트릭 재현[17]

### 마카베 마코토
1. 시체가 사라졌다는 김전일과 타치바나의 증언 들음
2. 다음 날 루이코의 시체 발견
3. 창문의 철사자국[18] 발견
4. 철사를 이용해 창문을 열어 외부에서 침입하고 외부로 나갔다는 추리
5. 루이코의 암호를 미유키가 흘린 것을 발견
6. 암호를 엉터리로 판별
7. 김전일의 추리 경청

## 원작과의 차이

### 애니메이션
애니메이션은 시간이 많이 걸리는 작업이다 보니, 일부 원작에서 중요하지 않은 보조적 장면들이 삭제되었다. 또한 스토리 순서가 변경됨에 따라 김전일이 처음 등장하는 부분의 내용 등의 일부 새로운 장면들이 추가되었다. 오노우에의 시체가 은행나무에 매달리지 않고, 인쇄실에서 발견된다. 그리고 타치바나가 마토바를 죽일 때 미스터리 연구회 부실에 있던 가위를 이용한다.

### 드라마 (도모토 츠요시의 김전일 소년의 사건부)
사건은 김전일이 전학을 오면서 시작된다. 설정상으로는 김전일과 미유키는 12년 동안이나 만나지 못한 사이로 되어있다. 일부 인물들의 이름이나 설정이 바뀌고 범인마저도 바뀐다. 7대 불가사의 중 『끝없는 수영장』이라는 괴담이 추가되며, 오노우에 타카히로의 시체는 수영장에서 발견된다. 하지만 사용한 메인 트릭이나 살인 동기는 여전히 똑같다.

### 드라마 (마츠모토 준의 김전일 소년의 사건부)
마츠모토 준의 김전일 소년의 사건부에는 이 사건을 다루고 있지 않는다.

## 에피소드 내 용어
- 후도고교 7대 불가사의
  - 이 에피소드 내의 시체의 발각시의 입막음 살인의 소재로 쓰였다. 하지만 그와 동시에 시체를 놔둔 곳에 사람들을 접근시키지 않는 것을 목적으로 마토바가 퍼트린 것이며, 대개 괴담 형식을 취하고 있다. 7대 불가사의를 모두 알아낸 사람은 방과 후의 마술사에게 죽는다고 알려져 있다.
    - 1. 피에 물든 우물
      - 미유키를 안치할 때 쓰인 괴담. 어느 여학생이 우물에 빠져 죽어 우물이 피로 붉게 물든다.

    - 2. 열리지 않는 생물실
      - 사쿠라기 루이코를 죽인 첫 번째 살인의 소재로 쓰인 괴담. 예전에 선생님의 심부름으로 촛불을 켠 채로 생물실에서 전구를 갈다가 실수로 목을 매달아버린 여학생이 있었다. 그 후에 밤에 전구가 나가서 촛불을 켜면 죽은 여학생의 시체가 보인다는 것이다. 하지만, 전기가 들어오자 그 여학생의 시체는 사라졌다.

    - 3. 손목이 돌아다니는 인쇄실 
      - 살인에는 사용되지 않은 전설.[19] 비오는 날, 인쇄실에서 재단기에 손이 절단된 아이가 있었는데 그 아이는 서둘러 병원으로 옮겼으나 출혈 과다로 죽었다. 하지만, 잘려나간 손의 부위는 찾을 수 없었고, 그 후에는 비오는 날 밤이면 남자아이의 흐느끼는 소리가 들리고 잘려나간 손이 인쇄실 안을 기어서 돌아다닌다고 한다.

    - 4. 마의 13계단
      - 살인에는 사용되지 않은 전설. 구 교사에 계단을 세면서 내려오던 남학생이 12단 밖에 없는 계단의 13번째 구간을 밟고 계단에서 떨어져 죽는다. 그 후로는 그 남학생의 유령이 나타난다.

    - 5. 은행나무 사건
      - 오노우에 타카히로를 죽인 두 번째 살인의 소재로 쓰인 괴담. 학교 뒤뜰에 卍자가 새겨진 은행나무에서 친구들의 놀림을 견디지 못한 남학생이 자살했다. 그 후로는 그 밑을 지나다니는 사람에게는 목을 매단 그의 모습이 그대로 보였다.

    - 6. 지혜의 여신
      - 살인에는 사용되지 않은 전설. 류타가 전설에 대해 말하려는 것을 김전일이 도중에 끊어버려서 내용은 알 수 없다.

    - 7. 저주받은 악기실
      - 치히로를 죽인 뒤에 생겨난 전설. 악기실에서 한 학생이 유리문에 세게 부딪혀 즉사했다. 그 이후 유리문에는 피로 얼룩진 학생의 모습이 비친다.
- 타카히타 제약
  - 마토바가 예전에 연구원으로 활동했던 제약 회사. 1950년대에 새로 개발한 약을 인체실험을 했는데 인체실험을 받은 6명이 모두 죽어버렸다. 그래서, 그 여섯 구의 시체를 새로 짓는 연구소에 파묻고 건물을 쉽게 허물 리 없는 학교에 기증한다. 하지만, 지진 등으로 시체가 발견될 것을 우려해서 감시역으로 마토바를 보낸다. 현재는 그 당시 인체실험을 한 사람은 아무도 살아 있지 않으며, 제약 회사도 이름이 바뀌었기 때문에 이 사건이 진상이 밝혀지고 나서도 별로 비난은 받지 않았다.